# Megan Puleri
Megan Puleri (14 de mayo de 1997, New Albany, Ohio) es una modelo estadounidense conocida por su participación en el Victoria's Secret Fashion Show 2015.

## Vida y carrera
Megan Puleri fue descubierta mientras estaba de compra en la tienda Gap en Columbus y firmó con IMG models en 2014. Desfiló para Rachel Zoe y J. Crew durante la New York Fashion Week. Megan figuró en la revista Elle Italia y L'Officiel Azerbaiyán.
En 2015, desfiló en el Victoria's Secret Fashion Show de ese año.
También es conocida por su amistad con la cantante Selena Gomez.